# Sanssouci (Schiff, 2010)
Das Fahrgastschiff Sanssouci ist ein Schiffsneubau des Traditionsunternehmens Weiße Flotte Potsdam in der brandenburgischen Landeshauptstadt Potsdam. Die Kiellegung des Schiffes fand im Spätsommer des Jahres 2009 in der Schiffswerft Bolle GmbH Derben am Pareyer Verbindungskanal statt. Der Stapellauf erfolgte am 15. Dezember 2009. Nach erfolgter Erprobung und Überführung wurde das Schiff in Potsdam offiziell auf den Namen Sanssouci getauft.

## Geschichte
Das erste Schiff der Weissen Flotte Potsdam mit dem Namen Sanssouci entstand 1962. Gebaut wurde dieses Fahrgastschiff im Rahmen einer Großserie von acht Schiffen in der Werft Etkar André in Magdeburg. Der geschichtsträchtige Name Sanssouci wurde von der Geschäftsführung der Weissen Flotte Potsdam GmbH frühzeitig für den später geplanten Neubau reserviert.
Die Taufe der neuen Sanssouci erfolgte durch die Schauspielerin Gerit Kling am Abend des 17. April 2010 in Anwesenheit von Brandenburgs damaligen Ministerpräsidenten Matthias Platzeck und Potsdams damaligen Oberbürgermeister Jann Jakobs traditionell mit einer Flasche Champagner.

## Das Schiff
Das Schiff ist 72 Meter lang, 9 Meter breit und geht nur etwa einen Meter tief. Angetrieben wird die Sanssouci von zwei sechszylinder V-Motoren der Firma Deutz AG über zwei Schottel-Ruderpropeller. Zur Stromversorgung an Bord stehen zwei Generatoren, angetrieben von je einem Deutz-Dieselmotor, zur Verfügung. Das Schiff verfügt über einen Jetantrieb sowie modernste Navigationshilfen.
Das Schiff fasst im klimatisierten Salon 334 und auf dem offenen Oberdeck 343 Passagiere. Eine behindertengerechte Toilette und ein Aufzug machen das Schiff auch für mobilitätseingeschränkte Personen nutzbar. Zur gastronomischen Versorgung der Fahrgäste steht eine Kombüse sowie zwei Tresenbereiche Verfügung.

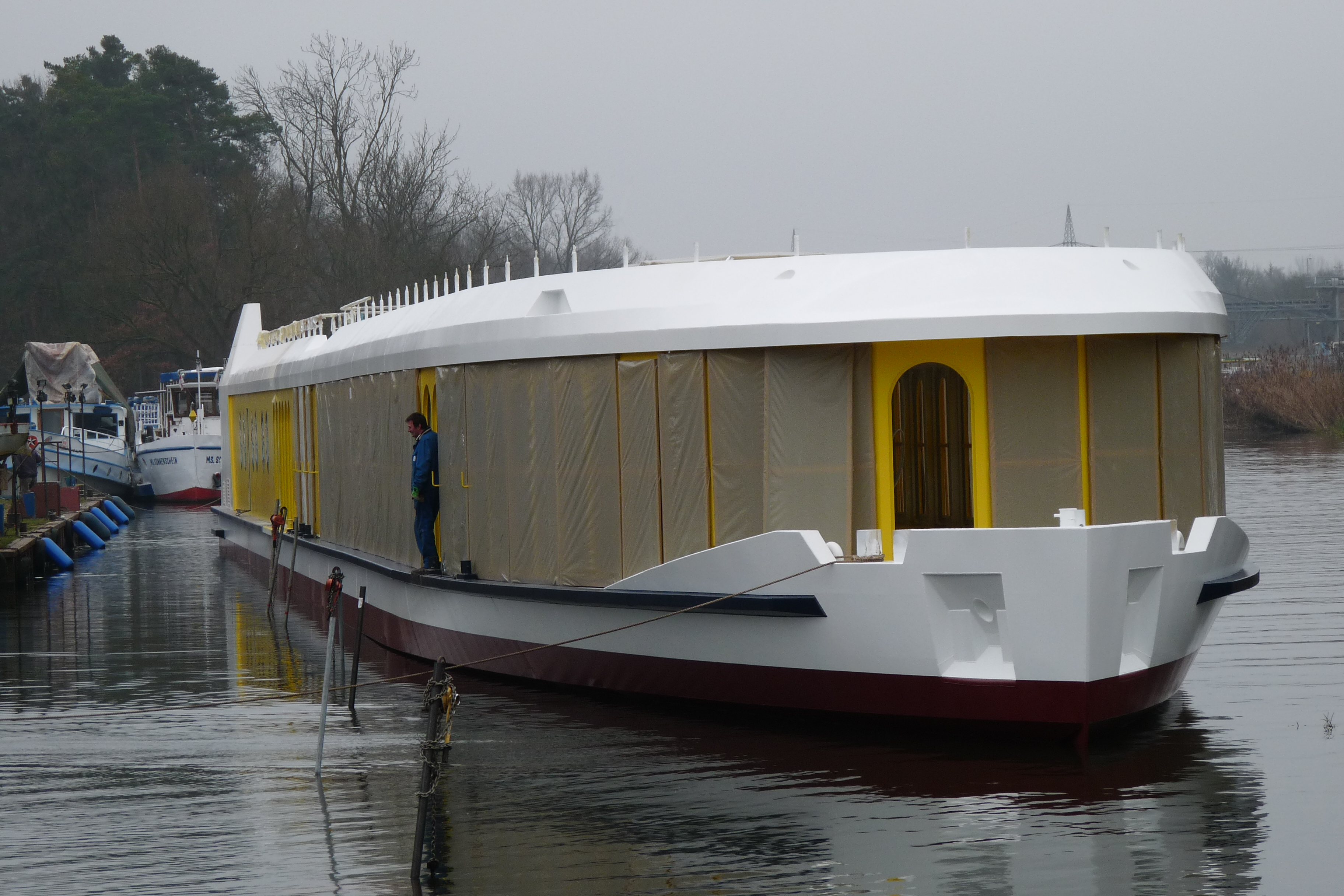
Das Fahrgastschiff Sanssouci kurz nach dem Stapellauf am 15. Dezember 2009

## Einsatz
Eingesetzt wird das Schiff im täglichen Rundfahrtbetrieb der Weissen Flotte Potsdam sowie für Sonder- bzw. Veranstaltungsfahrten.